# Pavle Jurina
Pavle "Pavo" Jurina (Našice, 2 de janeiro de 1954) é um ex-handebolista profissional croata, campeão olímpico pela Seleção Iugoslava em 1984. 
Pavle Jurina fez parte do elenco medalha de ouro de Los Angeles 1984. Em Olimpíadas jogou 12 partidas anotando 38 gols.

## Títulos
- Jogos Olímpicos:
  - Ouro: 1984